# Share
Treść tego artykułu może nie być zgodna z zasadami neutralnego punktu widzenia.
Dokładniejsze informacje o tym, co należy poprawić, być może znajdują się w dyskusji tego artykułu.
 Po wyeliminowaniu niedoskonałości należy usunąć szablon [[Szablon:Dopracować|]] z tego artykułu.
Share – program do anonimowej wymiany plików w sieci p2p. Stworzony i rozwijany w Japonii. Funkcjonalnością oraz organizacją węzłów sieci bardzo zbliżony do Winny. Architektura sieci jest zdecentralizowana. Anonimowość opiera się na kodowaniu nazw plików, adresów IP oraz pamięci podręcznej.

## Cechy
Oryginalna wersja programu jest w języku japońskim, posiada jednak tłumaczenia m.in. na język angielski.
Wymaga dość skomplikowanej konfiguracji początkowej. Nakłada również bardzo wysokie wymagania na zasoby sieciowe, jak również wielkość udostępnianej ilości dysku – upload > 50 Kb/s, folder Cache ~4 GB. Stąd jego popularność w Europie jest dość niska (w Azji dostępność łączy szerokopasmowych jest dużo większa).
Ma jednak bardzo dobry system szyfrowania, co zapewnia wysoki poziom anonimowości. Wszystkie przesyłane dane są szyfrowane, a do przechowywania zakodowanej wersji danych wykorzystywany jest właśnie folder Cache. Możliwe jest wprowadzenie tzw. słów kluczowych (do 255 znaków). Podczas działania program wykorzystuje do 5 takich słów. Służą one do definiowania treści, jaką użytkownik jest zainteresowany. Do łączenia wybierane są węzły, które posiadają podobne słowa kluczowe, aby użytkownik mógł uzyskać dostęp do preferowanych przez siebie danych. Program wykorzystuje identyfikację użytkowników przy pomocy specjalnych kluczy – można na ich podstawie weryfikować wiarygodność danego klienta na podstawie wcześniejszej wymiany danych z nim.
W Share zaimplementowano również system pluginów, filtrowanie oraz automatyzację za pomocą tzw. triggerów.
Aplikacja jest rozpowszechniana głównie przy pomocy własnej sieci, trudno pobrać ją z jakiejkolwiek strony. Aktualnie istnieją dwie wersje programu – oparte na różnych protokołach transportowych:
- TCP – EX2
- UDP – NT5

Share wymaga bezpośredniego połączenia, w przypadku korzystania z routera i sieci wewnętrznej potrzebne jest przekierowanie portu (program pozwala na w pełni dowolny jego wybór).